# Tương Hoàng
Tương Hoàng (tiếng Trung: 镶黄旗; bính âm: Xiāng huángqí) là một kỳ của minh Xilin Gol (Tích Lâm Quách Lặc), khu tự trị Nội Mông Cổ, Trung Quốc.

### Trấn
- Tân Bảo Lạp Cách (新宝拉格镇)
- Ba Ngạn Cách Lạp (巴彦塔拉镇)

### Tô mộc
- Ông Cống Ô Lạp (翁贡乌拉苏木)